# Manuel Jiménez García de la Serrana
Manuel Jiménez García de la Serrana  (Granada, 10 de abril de 1879 - Madrid, 31 de agosto de 1938) fue médico y diputado en las elecciones generales de 1931.

## Historia
Nacido el 10 de abril de 1879 en Granada, aunque su familia era originaria de la comarca de Huéscar-Baza.
Tras finalizar el bachillerato en 1893 en el Instituto General y Técnico de Granada, cursó la carrera de Medicina en la Universidad de Granada, licenciándose en 1899 con poco más de 20 años de edad. Posteriormente obtuvo el grado de doctor en la Universidad Central de Madrid en 1911, ejerciendo desde ese año como médico en la Beneficencia Municipal de Madrid, para luego ejercer como delegado en Madrid de la Asociación de Antiguos Alumnos de la Facultad de Medicina de Granada.
Afiliado al partido socialista, tras la proclamación de la Segunda República en 1931 fue incluido en la candidatura republicano-socialista por la provincia de Granada de cara a las constituyentes, siendo elegido diputado a cortes. Jiménez García de la Serrana obtuvo un total de 54.845 votos, resultando el octavo de los nueve diputados elegidos por la circunscripción en aquellas elecciones. Adscrito a la minoría socialista, declaró como profesión la de médico en su alta como diputado (13 de julio de 1931).
Residente en Madrid y miembro del sector moderado del PSOE, formó parte como titular de la Comisión de Hacienda, interviniendo en media docena de ocasiones en defensa de los jornaleros y denunciando las maniobras caciquiles en Granada y Jaén. Fue autor también de varios ruegos por escrito, dirigidos fundamentalmente a los ministerios de Obras Públicas y Gobernación.
Durante la guerra civil fue vicepresidente del Consejo Provincial de Madrid y comandante de Sanidad Militar en el Ejército de la República, muriendo en Madrid el 31 de agosto de 1938 a los 59 años de edad.
Seis años después de su fallecimiento fue procesado por el Tribunal de Responsabilidades Políticas, abriéndose diligencias por la Sala de Instrucción 2ª de la Audiencia Provincial de Madrid a comienzos de 1944, decidiéndose el sobreseimiento del proceso el 7 de diciembre de dicho año. Unos años antes ya había sido investigado acerca de sus antecedentes masónicos, remitiéndose un informe negativo con fecha 19 de mayo de 1941.